# 三木三奈
三木 三奈（みき みな、1991年 - ）は、日本の小説家。埼玉県生まれ。大学卒業後、会社員を経て2020年現在学生。

## 経歴
25歳から2年間、小説教室に通いながら創作を続ける。2020年、「アキちゃん」で第125回文學界新人賞を受賞してデビュー。同作が第163回芥川賞候補に選ばれる。2024年、「アイスネルワイゼン」で第170回芥川賞候補。

## 作品リスト

### 単行本
- 『アイスネルワイゼン』（2024年1月 文藝春秋）ISBN 978-4163918129
  - アイスネルワイゼン - 『文學界』2023年10月号
  - アキちゃん - 『文學界』2020年5月号

### 単行本未収録
小説
- 「実る春」 - 『文學界』2021年4月号
- 「桃」 - 『飛ぶ教室』第65号（2021年春）
- 「消火器」 - 『文學界』2022年10月号
- 「土屋萌」 - 『文藝』2024年秋季号

エッセイなど
- 「90年代生まれが起こす文学の地殻変動 作家26人アンケート」 - 『文藝』2020年冬季号
- 「春光堀切橋散歩」 - 『群像』2020年11月号
- 「友達とは」 - 『飛ぶ教室』第64号（2021年冬）
- 「アンケート 想い出の駅」 - 『群像』2021年5月号